# Sander (Name)
Der Vor- und spätere Familienname Sander ist eine im 12./13. Jahrhundert im deutschen, niederländischen und englischen Sprachraum entstandene und häufig benutzte Kurzform von Alexander, genau so wie heute noch Hans als Kurzform von Johannes allgemein bekannt ist.

## Sander als Vorname
Als männlicher Vorname war Sander in Deutschland noch bis in das 17. Jahrhundert gebräuchlich, verschwand dann aber aus dem Sprachgebrauch, während er im Niederländischen heute noch als solcher verwendet wird. Ebenso wurden früher in England die heute nicht mehr üblichen Vornamen Sander und Saunder benutzt. Die Variante Saunder verweist auf den zunächst französisch ausgesprochenen Namen Alexandre und lässt die Wanderung des Namens vom Kontinent auf die Insel erkennen. Analog dazu sind heute noch die Rufnamen Sandro (von Alessandro) in Italien und Sándor in Ungarn im Gebrauch.
Die weibliche Form Alexandra wird zu Sandra verkürzt, ein gegenwärtig noch weit verbreiteter weiblicher Vorname.

## Sander als Familienname
Als Familienname hat sich Sander überwiegend patronymisch aus dem Vornamen entwickelt und im deutschen Namenschatz erhalten. Daneben werden Bewohner von Höfen mit Hofnamen Sander, welcher sich meist vom Erstbesiedler herleitete und unabhängig vom Namen späterer Besitzer bestehen blieb, diesen Wohnstättennamen als Familiennamen übernommen haben.
Der Name ist im Norden und in der Mitte Deutschlands häufig verbreitet, insbesondere in Niedersachsen und Westfalen. Der Verbreitungsschwerpunkt, gemessen am prozentualen Anteil der Namensträger an der Gesamtbevölkerung, befindet sich im Raum rund um den Teutoburger Wald, das Wiehengebirge und das westliche Harzvorland. Auch in den benachbarten Regionen von Hessen, Sachsen-Anhalt, Thüringen (z. B. im Dorf Heyda, in dem etwa 50 von 500 Einwohnern diesen Namen tragen) ist der Familienname noch relativ häufig, im Westen Deutschlands, mit Ausnahme des Saarlandes, aber schon weniger anzutreffen. In Süddeutschland, Österreich und der Schweiz ist der Name Sander selten. Bei den heute dort lebenden Namensträgern handelt es sich wohl vor allem um Nachkommen von Zuwanderern aus dem Norden. Es leben heute schätzungsweise 30.000 Namensträger Sander und Sanders in Deutschland. Im Ausland hat sich nur auf der britischen Insel in nennenswerter Anzahl der Vorname zum Nachnamen entwickelt. Aufgrund der beträchtlichen Auswanderung von Deutschen und Engländern in die USA ist der Nachname auch dort heute geläufig. Weshalb sich im Niederländischen, Italienischen und Ungarischen die dort bekannten Vornamen (Sander, Sandro, Sándor) nicht zum Familiennamen weiterentwickelt haben, bedarf noch der Untersuchung.

## Herkunft und Entwicklung des Namens
Sander, bzw. Alexander ist die eingedeutschte Form des griechischen Namens Aléxandros (so viel wie: Der die [fremden] Männer abwehrt, im übertragenen Sinn: Der Beschützer). Der Name ist bereits um 1280 v. Chr. in einem hethitischen Dokument in der Form Alaksandu als Name eines bronzezeitlichen Königs von Wilusa bezeugt. Aufnahme in die deutsche Namenwelt fand er weniger durch den kirchlichen Namen (vgl. Papst Alexander III.), sondern seit etwa 1140 durch die mittelalterlichen Alexanderlieder und Alexanderromane, die Alexander den Großen preisen und im Mittelalter nach der Bibel zu den am meisten verbreiteten Schriften gehörten. Dieser antike Orienteroberer war mit den Kreuzzügen gen Osten seit 1096 wieder in das Blickfeld des Abendlandes gerückt, und sein Name wurde zuerst in den des Lesens mächtigen Adelskreisen beliebt. Die Kurzform Sander hat sich viel häufiger als Alexander oder auch Alex als Familienname manifestiert. Dies liegt darin begründet, dass im Deutschen Alexánder ([a.lɛk.ˈzan.dɐ]) anders als im Griechischen auf der dritten Silbe betont wird, was die Loslösung vom Original und die Neuschöpfung der (sprachlich sinnentleerten) Kurzform begünstigte. Daraus lässt sich schließen, dass Sander als Vorname bereits im Hochmittelalter weit gebräuchlicher als die ursprüngliche Form war, wie etwa bei dem 1285 in Rostock genannten Sander Swarenpenning. Die polnische Schreibweise Aleksander lässt im Übrigen noch die Silbengrenze erkennen, ebenso wie der im Jahr 1229 bezeugte Alexsander (!), Schultheiß von Breslau.
Die Namen Zander (vor allem in Nord- und Ostdeutschland, im Rhein-Ruhrgebiet und teilweise durch Einwanderung aus Mecklenburg-Vorpommern auch in Südschweden), Xander (selten, vgl. Brigitte Xander, eigentlich Ksander) und Tschander sind regionale Varianten und auf dieselbe Art und Weise entstanden. Im Gegensatz zu vielen anderen Familiennamen wurden Sander und Zander äußerst stabil durch die Jahrhunderte weitervererbt. Wechsel von Sander zu Zander bzw. umgekehrt sind nur wenige bekannt. Aufgrund der am Niederrhein (Krefeld/Viersen/Mönchengladbach) üblichen Verschiebung von -ande zu -ange herrschten dort die Varianten Zanger(s) und Sangers vor, von denen sich nur die Form Zanger erhalten hat. Eine seltene Variante ist die verschliffene Form Sanner. Die Namensformen Sanders, Zanders, Sandersen, Sanderson (englisch), Sandering (niederdeutsch) sind Patronyme und bedeuten so viel wie Sanders Sohn oder auch Sanders Knecht etc. Sanderling (vgl. Kurt Sanderling) ist eine Verkleinerungsform von Sander. Der seltene Name Santer (vgl. Jacques Santer) kann eine Variante von Sander sein, ist aber wohl eher dem lateinischen Begriff sanctus entlehnt.
In England haben sich überwiegend die patronymen Formen Sanders und Saunders als Familiennamen herausgebildet.

## Andere Deutungsmöglichkeiten für den Familiennamen
Der Familienname Sander kann auch als Herkunfts- oder Wohnstättenname gedeutet werden, der sich auf einen der vielen Orts- und Flurnamen Sand, auf dem Sande o. Ä. oder einer Wohnstätte auf sandigem Gelände bezieht. Ein Sander ist demnach jemand, der an einem dieser Orte oder Flure ansässig war. Dies ist jedoch weitaus weniger bedeutend für die Namensbildung als der zuvor erörterte Personennamen gewesen, ablesbar auch an den im Vergleich zu Sander viel weniger häufigen Nachnamen Sand(t) und Sande, welche sich direkt auf einen Ort dieses Namens beziehen. Von solch sandigem Terrain zeugen z. B. auch die ostfriesischen Ortsnamen Großsander, Kleinsander, Ostersander und Westersander, der Wald Sander Tannen oder das Sanderglacis in Würzburg. Der Name Sandner leitet sich ebenfalls von den entsprechenden Ortsnamen ab.
Die Fischbezeichnungen Sander und Zander sind erst ab dem 16. Jahrhundert belegt.
Eine Ableitung von Sandherr (Aufseher einer Sandgrube) oder gar Sangherr (Kantor) ist ebenfalls nur in Einzelfällen denkbar.
Die Landschaftsform Sander ist eine erst im 19. Jahrhundert entstandene Sprachschöpfung (von isländ. sandr) und kommt daher für die Familiennamensbildung nicht in Betracht.

## Von Sander abgeleitete Ortsnamen
Ortsnamen, welche den Personennamen Sander beinhalten, sind Sandersleben in Anhalt, Groß Santersleben und Klein Santersleben bei Magdeburg, Sandersdorf bei Bitterfeld, ein weiteres Sandersdorf in Franken sowie Sandershausen bei Kassel. Sie entstanden wahrscheinlich aus Einzelgehöften, die auf einen Mann namens Sander oder eines ähnlich klingenden Namens zurückzuführen sind. Sandersleben und die beiden Santersleben sind die ältesten dieser Ortschaften. Sie fügen sich aus Sanders und dem germanischen Wort leben (v. gotisch laiba für Erbe, Hinterlassenschaft, Besitz) zusammen. Sandersleben bedeutet demnach so viel wie Erbe des Sander oder Besitz des Sander. Aus dem Ort Klein Santersleben stammt das heute noch existierende Adelsgeschlecht von Sandersleben. Einer adeligen Familie von Sander in Schlesien, auch Sander von Sandershausen genannt, gehörte einstmals die Stadt Reichenbach in der Oberlausitz.
Das Alter dieser Orte offenbart jedoch eine Problematik, die im Widerspruch zur oben ausgeführten Ableitung von Alexander steht und sprachgeschichtlich noch zu untersuchen ist. Sandersleben wurde erstmals 1046 und Santersleben erstmals 1013 als Groten Sanderslove erwähnt. Onomastisch ist die Entstehung dieser Namen aber bereits in das 2. bis 4. nachchristliche Jahrhundert zu datieren. Den Namen Sander (o. Ä.) scheint es daher bereits vor der Christianisierung bei den Germanen gegeben zu haben. Bezeugt sind die hochaltertümlichen germanischen Personennamen Sandheri (friesisch), Sandrih, Sandmar, Sandebold, Sandolt, Sandarat, Sandebert und (prußisch) Sandar -er, -ir, mit den Kurzformen Sando, Sande, Santo etc. (zu indogermanisch sanpas, altnordisch sannr, dänisch sand für „wahr, das Wahre, das Rechte“). Diese altgermanischen Namen kommen für die direkte Familiennamensbildung Sander kaum in Betracht, da sie im Hochmittelalter, als Familiennamen erst entstanden, längst außer Gebrauch waren. Für die Bildung der genannten Ortsnamen lassen sie sich jedoch heranziehen und möglicherweise passte sich dieser erst nachträglich dem geläufigen späteren Namen Sander an. Dies trifft zumindest für Sandershausen, 1167 erstmals als Sandrateshusen erwähnt, zu. Bei dem um 1150/60 gegründeten Sandersdorf bei Bitterfeld ist hingegen von einer Ableitung des neuen Namens Sander auszugehen.

## Namensträger

### Familienname

#### A
- Adam Joachim Sander (um 1720–1769), deutscher Jurist und Politiker, Oberbürgermeister von Stettin
- Adolf Sander (Politiker, 1801) (1801–1845), deutscher Jurist und Politiker, MdL Baden
- Adolf Sander (Politiker, 1864) (1864–1922), deutscher Politiker (DNVP), MdL Sachsen
- Agnes Sander-Plump (1888–1980), deutsche Malerin
- Albert Sander (1856–1932), deutscher Kaufmann und Unternehmensgründer
- Alfred Sander (* 1938), deutscher Sonderpädagoge und Hochschullehrer im Saarland
- Andreas Sander (* 1989), deutscher Skirennläufer
- Anne Sander (* 1973), französische Politikerin
- Anton Sander (1586–1664), flämischer Priester und Historiker
- August Sander (1876–1964), deutscher Fotograf
- Autor Sander (um 1500–um 1540), deutscher Jurist
- Axel Sander (* 1951), deutscher Maler

#### B
- Beate Sander (1937–2020), deutsche Tischtennisspielerin, Aktionärin und Autorin
- Bertha Sander (1901–1990), deutsche Innenarchitektin und Autorin
- Berthold Sander (1890–1943), deutscher Kapellmeister
- Britta Sander (* 1970), deutsche Fernsehmoderatorin
- Bruno Sander (1884–1979), österreichischer Geologe und Lyriker

#### C
- Carsten Sander (* 1965), deutscher Fotograf und Regisseur
- Casey Sander (* 1956), US-amerikanischer Schauspieler
- Christian Levin Sander (1756–1819), deutsch-dänischer Schriftsteller und Pädagoge
- Christoph Sander (Diplomat) (* 1953), deutscher Diplomat
- Christoph Sander (* 1988), österreichischer Leichtathlet
- Christoph Dahling-Sander (* 1967), deutscher evangelischer Pfarrer und Theologe
- Cliff Sander (1931–2022), australischer Fußballspieler
- Constantin Emil Sander-Hansen (1905–1963), dänischer Ägyptologe

#### D
- Daniel Sander (1939/40–2007), französischer Choreogrfh, Tänzer und Schauspieler
- David Sander (1867–1939), deutscher Rabbiner
- Dirk Sander (* 1956), deutscher Langstreckenläufer

#### E
- Eberhard Sander (1922–2015), deutscher Chirurg
- Edgar Sander (1895/1896–nach 1951), namibischer Politiker
- Edwin Sander (1857–1925), preußischer Landrat und Finanzpräsident
- Elisabeth Sander (* 1941), deutsch-österreichische Psychologin
- Ellekari Sander (* 1977), schwedische Musikerin
- Ellen Sander (* 1942), deutsche Sängerin
- Emil Sander (1905–1985), deutscher Politiker (KPD)
- Engelbert Sander (1929–2004), deutscher Gewerkschafter und Politiker (SPD)
- Enno Sander (1822–1912), deutscher Pharmazeut und Revolutionär
- Erich Sander (Althistoriker) (1885–1975), deutscher Althistoriker und Gymnasiallehrer
- Erich Sander (Geograph) (1895–1971), deutscher Lehrer und Geograph
- Erich Sander (Musikverleger) (1902–1983), deutscher Musikverleger
- Erich Sander (Fotograf) (1903–1944), deutscher Fotograf
- Erna Sander (1914–1991), deutsche Kostümbildnerin
- Ernemann Sander (1925–2020), deutscher Bildhauer
- Ernst Sander (Schriftsteller) (1898–1976), deutscher Schriftsteller und Übersetzer
- Ernst Sander (SS-Mitglied) (1916–1989), deutscher SS-Oberscharführer
- Erol Sander (* 1968), deutscher Schauspieler
- Erwin Sander (1892–1962), deutscher Generalleutnant
- Evamarie Sander (1928–2023), deutsche Biologin

#### F
- Ferdinand Sander (Bankier) (1829–1909), deutscher Bankier und Hofrat in Darmstadt
- Ferdinand Sander (Politiker) (1840–1920), deutscher Unternehmer und Politiker
- Ferdinand Sander (Pädagoge) (1840–1921), deutscher Pädagoge und Geistlicher
- Frank Sander (Rechtswissenschaftler) (Frank Ernest Arnold Sander; 1927–2018), US-amerikanischer Rechtswissenschaftler
- Frank Sander (Wasserspringer) (* 1980), deutscher Wasserspringer
- Franz Günter Sander (1943–2012), deutscher Kieferorthopäde
- Frederick Sander (1847–1920), deutsch-britischer Gärtner
- Frida Sander, Geburtsname von Frida Wulff (1876–1952), deutsche Politikerin (SPD, USPD)
- Friedrich Sander (Politiker) (1832–1911), deutscher Domänenpächter und Politiker, MdR
- Friedrich Sander (Mediziner) (1833–1878), deutscher Mediziner
- Friedrich Sander (Musiker) (1856–1899), deutscher Musiker und Instrumentenbauer
- Friedrich Sander (Architekt) (1869–1939), deutscher Architekt
- Friedrich Sander (Politiker) (* 1905), siehe Fritz Sander (Politiker)
- Friedrich Sander (Psychologe) (1889–1971), deutscher Psychologe
- Friedrich Ludwig Sander (1783–1846), deutscher Bergmeister
- Friedrich Wilhelm Sander (1885–1938), deutscher Pyrotechniker und Konstrukteur
- Fritz Sander (Rechtswissenschaftler) (Friedrich Sander; 1889–1939), österreichischer Rechtswissenschaftler und Soziologe
- Fritz Sander (Ingenieur) († 1946), deutscher Ingenieur
- Fritz Sander (Mediziner) (Fritz Albert Sander; 1898–1959), deutscher Mediziner und Hochschullehrer
- Fritz Sander (Politiker) (Friedrich Sander; 1905–1986), deutscher Rechtsanwalt und Politiker (CDU)

#### G
- Georg Sander (* 1958), deutscher Bibliothekar
- Gerald G. Sander (* 1966), deutscher Jurist
- Gerhard Sander (1920–2009), deutscher Unternehmer und Krankenkassenmanager
- Gertrud Sander-Richter (1918–nach 1956), deutsche Schauspielerin
- Gregor Sander (* 1968), deutscher Autor
- Gudrun Sander (* 1964), österreichische Wirtschaftswissenschaftlerin und Hochschullehrerin
- Guido Sander (* 1973), deutscher Unternehmer und Langstreckenläufer
- Günther M. Sander (* 1961), deutscher Jurist und Vorsitzender Richter am Bundesgerichtshof
- Gustav Sander (1881–1955), deutscher Gewerkschafter und Politiker (SPD), MdB

#### H
- Hanna Lutz-Sander (1914–2004), Schweizer Malerin
- Hanns Sander (1888–1968), deutscher Baumeister und Politiker (NSDAP)
- Hans Sander (Widerstandskämpfer) (1911–1996), deutscher Widerstandskämpfer
- Hans-Dietrich Sander (1928–2017), deutscher Publizist
- Hans-Heinrich Sander (1945–2017), deutscher Politiker (FDP)
- Hans-Joachim Sander (* 1959), deutscher Theologe und Hochschullehrer
- Heinrich Sander (Schriftsteller) (1754–1782), deutscher Lehrer und Schriftsteller
- Heinrich Sander (Politiker) (1910–1982), deutscher Landwirt und Politiker (FDP), MdB
- Heinrich Christian Sander (1853–1934), deutscher Jurist und Politiker
- Hela Sander (1879–1952), deutsche Schriftstellerin
- Helge Sander (* 1950), dänischer Politiker
- Helke Sander (* 1937), deutsche Filmemacherin
- Helmut Sander (1920–1988), deutscher Politiker
- Herbert Sander (1938–2018), deutscher Maler und Grafiker
- Hergen Sander (* 1943), deutscher Jurist und Hochschullehrer
- Hermann Sander (Bildhauer), deutscher Bildhauer
- Hermann Sander (Schriftsteller) (1840–1919), österreichischer Schriftsteller und Historiker
- Hermann Sander (Politiker) (1845–1939), deutscher Fabrikant und Kommunalpolitiker
- Horst Sander (1904–1945), deutscher Musikverleger und Kulturfunktionär

#### I
- Ian Sander (1947–2016), US-amerikanischer Fernsehproduzent
- Ingo Sander (* 1973), deutscher Politiker (CDU), Landrat des Kreises Rendsburg-Eckernförde
- Ingrid Sander (1931–2006), deutsche Regisseurin
- Immanuel Friedrich Sander (1797–1859), deutscher Geistlicher und Theologe

#### J
- Jean-Marie Sander (* 1949), französischer Bankier
- Jens Sander, deutscher American-Football-Spieler
- Jil Sander (* 1943), deutsche Modeschöpferin und Designerin
- Jochen Sander (* 1958), deutscher Kurator
- Johann Daniel Sander (1759–1825), deutscher Verleger und Komponist
- Johann Heinrich Sander (1810–1865), deutscher Maler und Lithograf
- Johannes Sander (Notar) (1455–1544), deutscher Jurist, Notar an der Römischen Rota
- Johannes Sander, eigentlicher Name von Hanns Sander (1888–1968), deutscher Baumeister und Politiker (NSDAP)
- Johannes Sander (Mediziner) (* 1936), deutscher Mediziner
- Jörg Sander (Fußballspieler) (* 1960), deutscher Fußballspieler
- Jörg Sander (Musiker) (* 1967), deutscher Gitarrist und Komponist
- Josef Sander (Jurist) (1913–nach 1977), deutscher Jurist, Präsident des Landessozialgerichts für das Saarland
- Josef Sander (Ordensgeistlicher) (1927–2014), deutscher Ordensgeistlicher und Missionar
- Julia Sander (* 1962/1963), Wirtschaftswissenschaftlerin und Hochschullehrerin
- Julius Sander (1838–1897), deutscher Rittergutsbesitzer und Politiker
- Jutta Sander (* 1959), österreichische Politikerin (Grüne)

#### K
- Karin Sander (Politikerin) (1939–2010), deutsche Politikerin (CDU)
- Karin Sander (Künstlerin) (* 1957), deutsche Künstlerin
- Karl Sander (Architekt), deutscher Architekt
- Karl Sander (Pädagoge) (1878–1938), deutscher Romanist und Lehrer
- Karl Sander (Trainer) (* 1951), österreichischer Läufer und Leichtathletiktrainer
- Karl-Heinz Sander (Chorleiter) (1917–1987), deutscher Chorleiter
- Karl-Heinz Sander (Pädagoge) (* 1937), deutscher Schulpädagoge und Fachbuchautor
- Karl Ludwig Sander (* 1859), deutscher Mediziner und Erforscher von Tierseuchen
- Katya Sander (* 1970), dänische Künstlerin und Hochschullehrerin
- Kersten Sander (* 1968), deutscher Politiker (CDU)
- Klaus Sander (1929–2015), deutscher Zoologe, Entwicklungsbiologe und Hochschullehrer
- Klaus Sander (Produzent) (* 1968), deutscher Regisseur, Produzent, Autor, Herausgeber und Verleger
- Klemens Sander (* vor 1980), österreichischer Sänger (Bariton)
- Kristina Göhle-Sander (* 1950), deutsche Juristin, Richterin, Gerichtspräsidentin
- Kurt Sander (1880–1956), deutscher Landrat

#### L
- Leif Erik Sander (* 1977), deutscher Impfstoffforscher und Hochschullehrer
- Levin Sander († 1641), deutscher Freireuter, siehe Levin Zanner
- Louis-Jean Sander (* 1967), haitianischer römisch-katholischer Geistlicher, Weihbischof in Port-au-Prince
- Ludwig Sander (1790–1877), deutscher Maschinenfabrikant

#### M
- Maike Sander (* 1967), deutsche Medizinerin und Diabetologin
- Manfred Sander (Politiker, I), deutscher Politiker (CDU), MdHB
- Manfred Sander (Politiker, 1933) (1933–1978), deutscher Politiker (SPD), MdL Saarland
- Manon Sander (* 1970), deutsche Autorin
- Manuela Sander (* 1975), deutsche Ingenieurin und Hochschullehrerin
- Maria Sander (1924–1999), deutsche Leichtathletin
- Mart Sander (* 1967), estnischer Schauspieler und Sänger
- Martin Sander (Paläontologe) (* 1960), deutscher Paläontologe
- Martin Sander (Organist) (* 1963), deutscher Organist
- Martin Sander (Journalist) (* 1972), deutscher Journalist
- Matthias Sander (* 1964), deutscher Wirtschaftswissenschaftler und Hochschullehrer
- Max Sander (1853–1924), deutscher Lehrer, Heimatforscher und Museumsmitbegründer
- Meta Sander (1906–1996), deutsche Gynäkologin und Geburtshelferin
- Michael Sander (* 1949), deutscher Archivar und Historiker

#### N
- Nelly Sander, niederländische Schlagersängerin
- Nicholas Sander (1530–1581), englischer Theologe
- Nicolaus Sander (1750–1824), deutscher Geistlicher
- Nikolaus Sander (1943–2021), deutscher Politiker (SPD), MdA Berlin

#### O
- Ole Sander (* 1967), deutscher Musikproduzent
- Oskar Sander (1885–1944), deutscher Arbeitersportler
- Otfried Sander (1919–1990), deutscher Jurist und Politiker (FDP)
- Otto Sander (1941–2013), deutscher Schauspieler
- Otto Sander-Herweg (1880–nach 1940), deutscher Grafiker und Illustrator
- Otto Sander Tischbein (* 1949), deutscher Maler und Grafiker

#### P
- Paul Sander (1866–1919), deutscher Historiker und Hochschullehrer
- Peggy Sander (* 1969), deutsche Synchronsprecherin
- Peter Sander, ein Pseudonym von Bengt Janus (1921–1988), dänischer Autor
- Peter Sander (Informatiker) (* 1962), deutscher Informatiker und Autor
- Petra Sander, Geburtsname von Petra Maak (* 1964), deutsche Leichtathletin
- Petra Sander (* 1975), deutsche Hörfunkjournalistin
- Petrik Sander (* 1960), deutscher Fußballspieler und -trainer
- Philipp Sander (Politiker) (1806–1874), deutscher Geistlicher und Politiker
- Philipp Sander (Fußballspieler) (* 1998), deutscher Fußballspieler
- Philipp Sander (Ökonom) (1981–2024), deutscher Ökonom

#### R
- Rainer Sander (* 1943), deutscher Jazzmusiker und Arzt
- Ralf Sander (* 1963), deutscher Künstler
- Ralph Sander (* 1963), deutscher Sachbuchautor und Schriftsteller
- Rein Sander (* 1945), estnischer Dichter und Botaniker
- Reinhard Sander (1921–2013), deutscher Jurist und Alpinist
- Richard Sander (1906–1987), deutscher Maler
- Rolf Sander, Pseudonym von Hans Anders (Schauspieler) (1895–1975), deutscher Schauspieler
- Rolf Sander (Jurist) (1911–2009), deutscher Jurist und Richter
- Rüdiger Sander (1941–2012), deutscher Schauspieler
- Rudolf Sander (1866–1942), deutscher Instrumentenbauer
- Rudolf Sander (Autor) (* 1927), deutscher Filmautor und -regisseur

#### S
- Sabine Sander (Badminton), deutsche Badmintonspielerin
- Sabine Sander (Medizinhistorikerin), deutsche Medizinhistorikerin
- Sabine Sander (Kulturwissenschaftlerin) (* 1976), deutsche Kulturwissenschaftlerin und Hochschullehrerin
- Sophie Sander (1768–1828), deutsche Salonière
- Stephan Sander-Faes (* 1982), österreichischer Historiker und Hochschullehrer

#### T
- Taylor Sander (* 1992), US-amerikanischer Volleyballspieler
- Theo Sander (* 2005), dänisch-französischer Fußballtorhüter
- Theodor Sander (1858–1935), deutscher Maler
- Thomas Sander (* 1960), deutscher Bildhauer und Installationskünstler
- Tim Sander (* 1978), deutscher Schauspieler

#### U
- Ulrich Sander (1892–1972), deutscher Schriftsteller und Maler
- Ulrich Sander (Journalist) (* 1941), deutscher Journalist und Autor
- Ute Sander (* 1967), deutsche Schauspielerin
- Uwe Sander (Pädagoge) (* 1955), deutscher (Medien-)Pädagoge und Hochschullehrer
- Uwe Sander (Poolbillardspieler), deutscher Poolbillardspieler und -trainer

#### V
- Volker Sander (Informatiker) (* 1965), deutscher Informatiker und Hochschullehrer
- Volker Sander (* 1971), deutscher Jurist und Richter am Bundesgerichtshof
- Volkmar Sander (1929–2011), deutscher Germanist und Anglist

#### W
- Werner Sander (1902–1972), deutscher Chasan und Chorleiter
- Wilhelm Sander (Mediziner, 1796) (1796–1842), deutscher Mediziner
- Wilhelm Sander (Mediziner, 1838) (1838–1922), deutscher Psychiater
- Wilhelm Sander (Architekt) (1860–1930), deutscher Architekt
- Wilhelm Sander (SA-Mitglied) (1895–1934), deutscher SA-Führer
- Wilhelm Sander (Politiker) (1895–1978), deutscher Politiker (SPD)
- Wilhelm Sander (Stifter) (1897–1973), deutscher Fabrikant und Stifter, siehe Wilhelm-Sander-Stiftung
- Wilhelm Sander (Physiker) (* 1929), deutscher Physiker
- Willi Sander (Genossenschaftler) (1907–1995), deutscher Genossenschaftler und Politiker (SPD)
- Willy Sander (1878–1969), deutscher Chemiker und Unternehmer
- Wolfgang Sander (Erziehungswissenschaftler, 1944) (* 1944), deutscher Sozial- und Erziehungswissenschaftler und Hochschullehrer (Münster)
- Wolfgang Sander (Erziehungswissenschaftler, 1953) (* 1953), deutscher Sozial- und Erziehungswissenschaftler und Hochschullehrer (Gießen)
- Wolfgang Sander-Beuermann (* 1947), deutscher Ingenieur
- Wolfram Sander (* 1954), deutscher Chemiker und Hochschullehrer

### Vorname
- Sander Armée (* 1985), belgischer Radrennfahrer
- Sander Boschker (* 1970), niederländischer Fußballtorhüter
- Sander Cordeel (* 1987), belgischer Radrennfahrer
- Sander van Doorn (* 1979), niederländischer DJ
- Sander Drobela (1931–2010), deutscher Journalist
- Sander Vossan Eriksen (* 2000), norwegischer Skispringer
- Sander L. Gilman (* 1944), US-amerikanischer Germanist und Historiker
- Sander Groen (* 1968), niederländischer Tennisspieler
- Sander Kleinenberg (* 1971), niederländischer DJ und Musikproduzent
- Sander Jan Klerk (* 1982), niederländischer Filmschauspieler und Musicaldarsteller
- Sander Mallien (* 1958), Schweizer Kantonspolitiker
- Sander Oostlander (* 1984), niederländischer Radrennfahrer
- Sander Post (* 1984), estnischer Fußballspieler
- Sander Rølvåg (* 1990), norwegischer Curler
- Sander Sagosen (* 1995), norwegischer Handballspieler
- Sander Svendsen (* 1997), norwegischer Fußballspieler
- Sander Thoenes (1968–1999), niederländischer Journalist
- Sander van der Eijk (* 1991), niederländischer Fußballschiedsrichter
- Sander Westerveld (* 1974), niederländischer Fußballspieler
- Sander Zwegers (* 1975), niederländischer Mathematiker

## Belege
1. ↑  Friedrich Kluge: Etymologisches Wörterbuch der deutschen Sprache. 23., erw. Aufl., unveränd. Nachdr., (Jubiläums-Sonderausg.), de Gruyter, Berlin 1999, ISBN 3-11-016392-6, S. 903 (Zander).